# Глинка Василь Матвійович
Васи́ль Матві́йович Гли́нка (рос. Василий Матвеевич Глинка; нар. 9(21) березня 1836, село Мольково Смоленського повіту Смоленської губернії — пом. 5(18) червня 1902) — російський державний діяч. Таємний радник. Батько російського державного діяча, художника Якова Глинки.

## Біографія
За сімейною традицією Василь Глинка навчався в Першому кадетському корпусі. 1855 року він розпочав службу прапорщиком у 7-ій артилерійській бригаді. Брав участь у Кримській війні.
1861 року, формально залишаючись на військовій службі, Глинка став членом від уряду спочатку округу мирових з'їздів, а потім — Волинського губернського у селянських справах присутствія. 1864 року Василь Матвійович звільнився з військової служби з чином штабс-капітана і продовжив кар'єру вже на цивільній службі на Волині — в губернському місті Житомирі. Тут він одружився з дочкою статського радника Софією Яківною Молчановою. У Житомирі 19 травня 1870 року в них народився син Яків. Він був другою дитиною, первістком була дочка Людмила, а потім у сім'ї з'явилося ще троє синів.
Від 5 листопада 1879 року до 24 вересня 1882 року Глинка — подільський віце-губернатор у Кам'янці-Подільському. Далі Василь Матвійович на три роки повертається в Житомир: він від 24 вересня 1882 року до 5 червня 1885 року — волинський віце-губернатор. Наступні сім років — від 5 червня 1885 року до 31 серпня 1892 року — Глинка працює в Кам'янці-Подільському на посаді подільського губернатора.
У 1892—1902 роках Глинка як член ради міністра внутрішніх справ жив і працював у Санкт-Петербурзі.